# Luísa, Princesa Real
Luísa, Princesa Real e Duquesa de Fife (20 de fevereiro de 1867 – 4 de janeiro de 1931) foi a filha mais velha e terceira criança a nascer de Eduardo VII do Reino Unido e de Alexandra da Dinamarca. Era a irmã mais nova de Jorge V e a quinta princesa a receber o título de Princesa Real, por ser a filha mais velha de um soberano.

## Vida familiar
A princesa, então titulada "Princesa Luísa de Gales", nasceu em Marlborough House, a residência londrina de seus pais, que na época eram príncipe e princesa de Gales. Foi batizada em 10 de maio de 1867 por Charles Thomas Longley, Arcebispo da Cantuária. Ela passou muito tempo de sua infância em Sandringham House, a propriedade campestre de seus pais em Norfolk. Bem como suas irmãs, a princesa Maud e a princesa Vitória Alexandra, ela recebeu uma educação formal limitada.

## Casamento

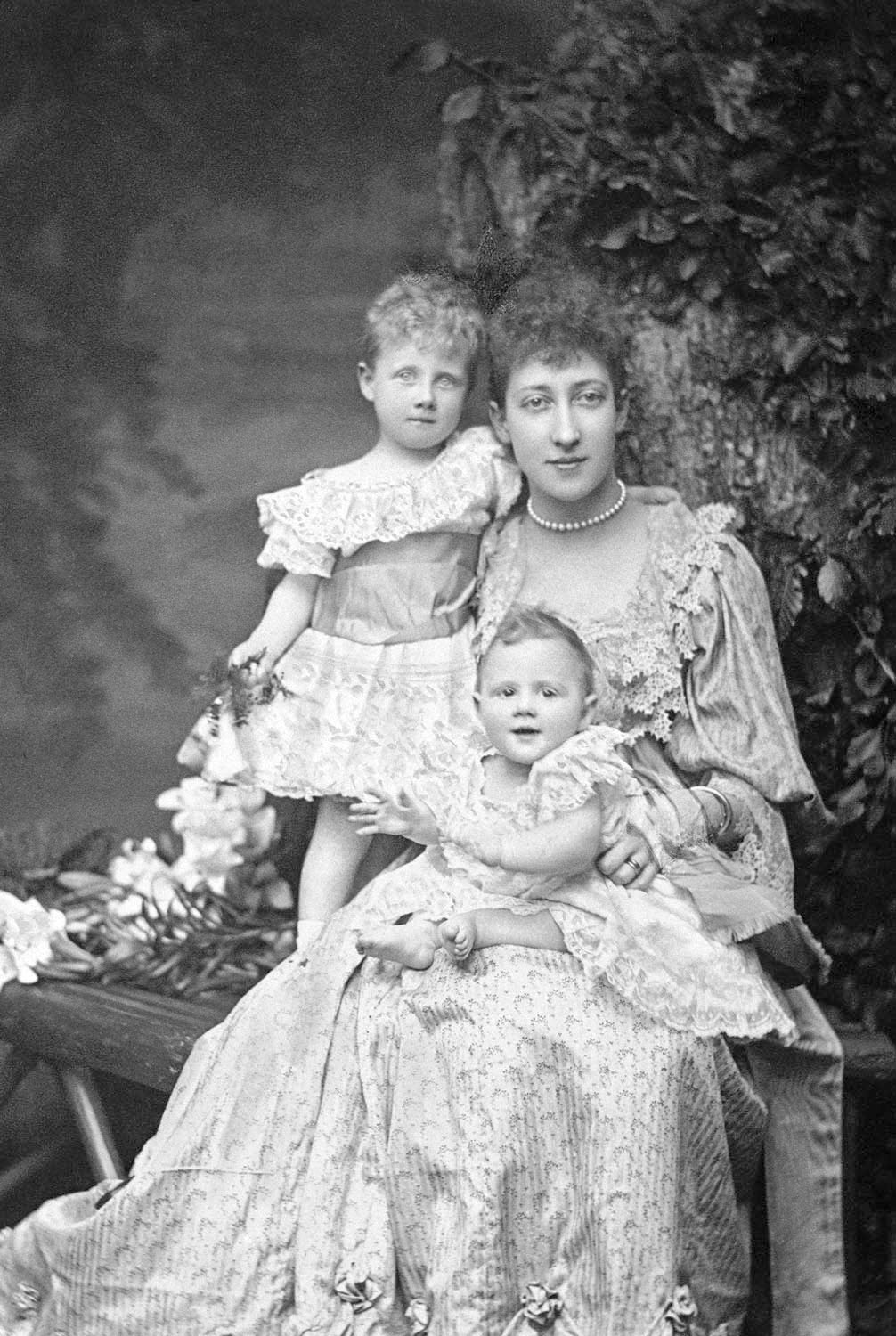
Luísa com sua filhas Alexandra e Maud, c. 1894.

Em 27 de junho de 1889, a princesa Luísa casou-se com Alexander Duff (1849-1912), então titulado como 6° Conde Duff, na Capela Privada do Palácio de Buckingham. Ele tinha dezoito anos a mais que Luísa. Dois dias depois do casamento, a rainha Vitória do Reino Unido o titulou como 1° Duque de Fife e Marquês de Macduff. A carta-patente que criou este ducado continha a norma de que o herdeiro teria de ser um "filho legalmente procriado". No entanto, posteriormente ficou claro que o Duque e a Duquesa não teriam um filho. Em 24 de abril de 1900 assinou a carta-patente que criou um segundo Ducado de Fife, ao lado do condado de Macduff com um aspecto especial: caso não haja um herdeiro homem, esses títulos nobiliários passariam para as filhas do 1° Duque de Fife e para os descendentes homens destas.
O Duque de Fife e a princesa Luísa, Duquesa de Fife, tiveram três filhos:
- Alastair Duff, Marquês de Macduff (natimorto, 1890)
- Alexandra Duff (17 de maio de 1891 - 26 de fevereiro de 1959), que desposou o príncipe Artur de Connaught
- Maud de Fife (3 de Abril de 1893 - 14 de Dezembro de 1945), que desposou Charles Carnegie, 11.° Conde de Southesk.

## Princesa Real
Em 9 de novembro de 1905, o rei Eduardo VII, seu pai, declarou a Princesa Luísa como a (5.ª) Princesa Real, a mais alta honra conferida a um membro feminino da família real britânica. Ao mesmo tempo, Eduardo VII declarou que as duas filhas da princesa teriam a dignidade titular de uma princesa do Reino Unido e da Irlanda e o estilo de Sua Alteza, com precedência imediatamente depois de todos os membros da família real britânica com o estilo de Alteza Real. Daquele ponto em diante, as filhas da princesa real foram tituladas "Sua Alteza princesa Alexandra de Fife" e "Sua Alteza princesa Maud de Fife". Elas não mais levariam seu posto a partir de seu pai, mas a partir da vontade de um soberano.
Em dezembro de 1901, enquanto navegavam para o Egito, a princesa real e sua família foram salvos do naufrágio na costa de Marrocos. O duque, apesar de ter escapado ileso, ficou doente em função de uma pleuris, provavelmente contraída como resultado do naufrágio. Ele morreu em Assuão, Egito, em janeiro de 1912. Sua filha, a princesa Alexandra, sucedeu ao ducado, tornando-se Duquesa de Fife em seu próprio direito. Deve ser notado que depois Alexandra casou-se com seu primo de segundo grau, o príncipe Artur de Connaught, filho do terceiro filho da rainha Vitória, Artur, Duque de Connaught e Strathearn. A princesa Luísa é a avó materna do atual e terceiro Duque de Fife.

## Morte
A princesa real morreu em janeiro de 1931, em sua residência em Portman Square, Londres, e foi enterrada na Capela de St. Jorge, no Castelo de Windsor. Depois seus restos foram removidos para a capela privada do Mausoléu de Mar Lodge, em Braemar, Aberdeenshire.